# Micha van Hoecke
Micha van Hoecke (Bruxelles, 22 luglio 1944 – Castiglioncello, 7 agosto 2021) è stato un coreografo, regista teatrale e ballerino belga.

## Biografia
Nato da padre belga e madre russa, studia con Ol'ga Preobraženskaja a Parigi, dove recita come attore in alcuni film (Les loups dans la bergerie, Samedi soir, Le petit garçon de l'ascenseur). Nel 1960 fa parte della Compagnia di Roland Petit e successivamente entra nel Ballet du XXe siècle di Maurice Béjart.
Nel 1979 viene nominato direttore artistico della Scuola Mudra, centro di formazione per artisti a Bruxelles. Nel 1981 cura le coreografie del film Bolero di Claude Lelouch e nello stesso anno fonda il suo ensemble di danza contemporanea, con alcuni ballerini della scuola Mudra, collaborando con ballerini come Carla Fracci, Ute Lemper, Luciana Savignano, e con registi come Luca Ronconi, Liliana Cavani, Roberto De Simone.
Un particolare sodalizio lo ha legato a Riccardo Muti, creando coreografie per sue produzioni al Teatro dell'Opera di Roma, alla Scala di Milano, al San Carlo di Napoli e al Festival d'Avignone.
Dagli anni 90 è particolarmente intesa la collaborazione con il Ravenna Festival, dove debutta come regista d'opera con La Muette de Portici di Daniel Auber nel 1991. Per la produzione a Ravenna di Adieu à l'Italie nel 1992 ha ricevuto il premio della critica italiana per la migliore coreografia moderna. Nel 2016 riceve un premio speciale del Ravenna Festival per celebrare i 27 anni di splendida collaborazione ed entra a far parte degli Amici Onorari del Festival.
Nel 1997 viene nominato coordinatore per il ballo del Teatro Massimo di Palermo, ottenendo nel 1999 l'incarico di direttore del ballo e coreografo principale nello stesso teatro .
Nel 2002, per I sette peccati capitali di Bertolt Brecht su musiche di Kurt Weill, riceve il Premio Danza & Danza 2002 per la migliore coreografia.
Crea le coreografie, eseguite dal suo ensemble, per il Concerto di Capodanno di Venezia del 2005 al Teatro La Fenice.
Dal 2010 al 2014 è stato direttore del Corpo di Ballo del Teatro dell'Opera di Roma.
Muore il 7 agosto 2021 a 77 anni a causa di un tumore.

## Coreografie
- 1971: Le Fou per la École Mudra
- 1972: Les Marié de la tour Eiffel per il Ballet du xxe siècle
- 1972: Antigone 2, su musiche di Mikīs Theodōrakīs per il Festival di Avignone, con la Compagnia di Anne Béranger e lo stesso Theodorakis
- 1973: Catulli Carmina per la École Mudra
- 1974: Le journal de Samuel Pepys per la École Mudra
- 1974: Symphonie des Psaumes per il Ballet du xxe siècle
- 1978. Souvenir de Florence per il corpo di ballo del Maggio Musicale Fiorentino
- 1979: la visite, Cybelemusic per la École Mudra
- 1980: Le grand rythme, Mort d'un petit fonctionnaire per la École Mudra
- 1981: Hommage à Nino Rota per la École Mudra
- 1981: Monsieur Monsieur per L'ensemble di Micha van Hoecke
- 1982: La dernière danse? per L'ensemble di Micha van Hoecke
- 1983: Doucha per L'ensemble di Micha van Hoecke
- 1983: coreografie per il film Bolero diretto da Claude Lelouch
- 1983: Bergkistall, su musiche di Sylvano Bussotti, per il Teatro dell'Opera di Roma
- 1983: Orfeo di Angelo Poliziano, per il Teatro alla Scala di Milano, ideato assieme allo scenografo Luciano Damiani
- 1984: Hommage à Petrassi, su musiche di Goffredo Petrassi, per il Teatro dell'Opera di Roma
- 1984: Alla memoria di un angelo per L'ensemble di Micha van Hoecke
- 1986: Cascade per il Maggio Musicale Fiorentino con L'ensemble di Micha van Hoecke
- 1986: Magnificat per il Maggio Musicale Fiorentino con il corpo di ballo di Maggiodanza
- 1986: Prospettiva Nevskij per Cantiere d'Arte di Montepulciano con L'ensemble di Micha van Hoecke
- 1987: Lucia!, su musiche di Sergio Rendine per il Teatro San Carlo di Napoli
- 1987: Il Capotto e Il Naso per Cantiere d'Arte di Montepulciano con L'ensemble di Micha van Hoecke
- 1988: Guitare per Festival di Castiglioncello con L'ensemble di Micha van Hoecke
- 1989: Voyage per il Teatro dei documenti di Roma con L'ensemble di Micha van Hoecke
- 1989: Souvenir de Florence per il Maggio Musicale Fiorentino col corpo di ballo di MaggioDanza
- 1989: Orfeo ed Euridice  per il Teatro alla Scala di Milano, la regia di Roberto De Simone e la direzione di Riccardo Muti
- 1989: I Vespri Siciliani per il Teatro alla Scala di Milano, la regia, scene e costumi di Pier Luigi Pizzi e la direzione di Riccardo Muti, interpreti principali Carla Fracci e Patrick Dupond
- 1989: coreografie per lo spettacolo teatrale I sette re di Roma, su musiche di Nicola Piovani e la regia di Pietro Garinei, per il Teatro Sistina di Roma
- 1990: Les Troyens per l'Opera Bastille la regia, scene e costumi di Pier Luigi Pizzi e la direzione di Myung-whun Chung
- 1990: Pavane pour un enfant defunte per il Maggio Musicale Fiorentino con corpo di ballo di MaggioDanza
- 1990: Dante Symphonie per il Ravenna Festival con L'ensemble di Micha van Hoecke
- 1991: Chez Pierre et le loup per L'ensemble di Micha van Hoecke
- 1991: Regard per L'ensemble di Micha van Hoecke
- 1991: La traviata per il Teatro alla Scala di Milano, la regia di Liliana Cavani e la direzione di Riccardo Muti
- 1992: Adieu à l'Italie per il Ravenna Festival con L'ensemble di Micha van Hoecke e The Swingle Singers
- 1993: Le Combat (Tancredi e Clorinda) per L'ensemble di Micha van Hoecke
- 1993: Le baiser de la fée per il Teatro alla Scala di Milano, la direzione di Riccardo Muti con Alessandra Ferri, Julio Bocca e Corpo di Ballo del Teatro alla Scala
- 1994: À la mémoire per il Ravenna Festival con L'ensemble di Micha van Hoecke e Luciana Savignano
- 1994: Il Violino di Rotschild per L'ensemble di Micha van Hoecke
- 1995: Carmina Burana per il Teatro Verdi (Pisa) con L'ensemble di Micha van Hoecke, Luciana Savignano e Marco Pierin
- 1995: Odissea blu per il Ravenna Festival con L'ensemble di Micha van Hoecke
- 1995: Fellini, su musiche di Nicola Piovani, per il Teatro dell'Opera di Roma, con Natalia Makarova e jean Babilée
- 1995: Il Flauto Magico, per il Teatro alla Scala di Milano, la regia di Roberto De Simone e la direzione di Riccardo Muti
- 1996: Teorema per il Teatro dell'Opera di Roma, la regia di Luca Ronconi
- 1996: Orpheus-Pulcinella per il Ravenna Festival con L'ensemble di Micha van Hoecke
- 1996: Le Boeuf sur le toit per la Compagnia Victor Ullate, Teatro di Madrid
- 1996: Orfeo ed Eurudice per il Teatro alla Scala di Milano, la regia di Roberto De Simone e la direzione di Riccardo Muti
- 1997: Davila Roa per il Teatro Argentina di Roma, la regia di Luca Ronconi
- 1997: Pelerinage per il Ravenna Festival con L'ensemble di Micha van Hoecke
- 1998: Aida per il Teatro Massimo Vittorio Emanuele di Palermo, regia di Nicola joel
- 1998: L'heure Exquise per il Teatro Carignano, regia e coreografia di Maurice Béjart, interpreti Carla Fracci e Micha van Hoecke
- 1998: Le diable et le bon Dieu (Histoire du soldat e Appunti per una preghiera) per il Teatro Verdi (Pisa) con L'ensemble di Micha van Hoecke
- 1998: Il Frioso all'isola di Santo Domingo per il Teatro alla Scala di Milano
- 1998: Pierrot Lunaire per il Ravenna Festival con L'ensemble di Micha van Hoecke
- 1999: Le martyre de Saint- Sebastien per il Teatro Massimo Vittorio Emanuele di Palermo, regia di Roberto Andò, interpreti principali Laurent Terzieff, Micha van Hoecke e Gheorghe Iancu
- 1999: La Salle des pas perdus per Festival di Castiglioncello con L'ensemble di Micha van Hoecke e Marco Pierin
- 1999: D'apres le Mandarin per il Teatro Carcano di Milano con Balletto di Milano, Luciana Savignano e Denys Ganio
- 1999: Le Troiane per il Teatro Stabile di Catania, interpreti principali Lina Sastri, Benedetta Buccellato e Mariella Lo Giudice
- 1999: Preghiera per un angelo per il Ravenna Festival con Miki Matsuse
- 1999: La foresta incantata per il Ravenna Festival con L'ensemble di Micha van Hoecke, diretta da Ottavio Dantone
- 1999: Idomeneo per il Teatro alla Scala di Milano, la regia di Roberto De Simone e la direzione di Riccardo Muti
- 2000: Pellegrini del Giubileo per il Teatro Stabile di Catania, interpreti principali Giuliana Lojodice, Mariella Lo Giudice, Luciano Virgilio e Daniele Salvo
- 2001: Les sept peches capitaux per il Teatro Massimo Vittorio Emanuele di Palermo, interpreti principali Ute Lemper e Paola Cantalupo
- 2001: Les maries de la Tour Eiffel per il Teatro Massimo Vittorio Emanuele di Palermo
- 2001: A Paris per il Teatro Massimo Vittorio Emanuele di Palermo con la partecipazione straordinaria di Gilbert Bécaud
- 2002: Ifigenia in Aulide per il Teatro alla Scala di Milano, la regia di Yannis Kokkos e la direzione di Riccardo Muti
- 2002 Il paradosso svelato per il Ravenna Festival con L'ensemble di Micha van Hoecke, diretta da Ottavio Dantone e Nasser Shamma
- 2003: Moise et Pharaon, per il Teatro alla Scala di Milano, la regia di Luca Ronconi e la direzione di Riccardo Muti
- 2003: Maria Callas - La voix des choses, progetto sonoro di Tempo Reale su registrazioni di Maria Callas, Édith Piaf, Billie Holiday per il Ravenna Festival
- 2005: Au Café con L'ensemble di Micha van Hoecke
- 2006: Regina della Notte, progetto sonoro di Luciano Titi con Tempo Reale su musiche di W. A. Mozart per il Ravenna Festival
- 2007: Le voyage per il Ravenna Festival con L'ensemble di Micha van Hoecke
- 2008: Sinfonia per una taranta per il Ravenna Festival con L'ensemble di Micha van Hoecke, Ambrogio Sparagna.
- 2008: Salomé per il Ravenna Festival con L'ensemble di Micha van Hoecke e Chiara Muti
- 2009: Baccanti per il Ravenna Festival con L'ensemble di Micha van Hoecke, Chiara Muti e Pamela Villoresi
- 2010: Claire-Obscure per il Ravenna Festival con L'ensemble di Micha van Hoecke e Luciana Savignano
- 2011: Pathos per il Ravenna Festival con L'ensemble di Micha van Hoecke, Lindsay Kemp e Mariella Lo Giudice
- 2012: Nobilissima Visione per il Ravenna Festival con Teatro dell'Opera di Roma e la direzione di Riccardo Muti
- 2013: Aria Tango per il Teatro dell'Opera di Roma con Alessio Carbone, Gaia Straccamore, Alessandra Amato e Luis Bacalov
- 2013: Terra e Cielo per il Teatro dell'Opera di Roma con Alessio Carbone e Alessandra Amato
- 2014: Verdi Danse per il Teatro dell'Opera di Roma con Denys Ganio, Alessandro Macario Gaia Straccamore e Alessandra Amato
- 2014: Le Maître et la ville per il Ravenna Festival con Denys Ganio, Gaia Straccamore, Miki Matsuse, Timofej Andrijašenko e Rimi Cerloj
- 2015: Carmina Burana per il Teatro dell'Opera di Roma, i costumi di Emanuel Ungaro con corpo di ballo di Teatro dell'opera di Roma
- 2015: Comme un Souvenir per il Teatro Vittorio Emanuele II
- 2015: La Pastorale per il Teatro Vittorio Emanuele II con National Theatre in Belgrade
- 2016: Chanteuse des Rues-omaggio a Edith Piaf e Jean Cocteau per il Ravenna Festival
- 2018: Pierino e il Lupo qualche anno dopo... per Teatro lo Spazio con Luciana Savignano, Denys Ganio e Manuel Paruccini.
- 2018: Pink Floyd, Carmina Burana per il Corpo di ballo del Teatro Massimo di Palermo con Denys Ganio.
- 2019: Shine Pink Floyd Moon per Daniele Cipriani Dance Company con Pink Floyd Legend e Denys Ganio.

## Regie liriche
- 1991: La Muette de Portici per il Ravenna Festival
- 1993: La Traviata per il Teatro Verdi di Pisa, la direzione di Claudio Desderi
- 1995: L'Orfeo per il Teatro Dante Alighieri, Teatro Verdi (Pisa)
- 1996: Orfeo ed Euridice per il Teatri Verdi di Pisa, la direzione di Claudio Desderi
- 1999: Rigoletto per il Teatro Giuseppe Verdi di Busseto, la direzione di Massimo de Bernart
- 2000: Carmen per il Ravenna Festival la direzione di Patrick Fournillier
- 2004: Macbeth per il Ravenna Festival la direzione di Daniele Gatti
- 2005: Gioconda di Amicare Ponchielli per il Teatro Goldoni di Livorno
- 2005: Faust per il Ravenna Festival la direzione di Patrick Fournillier
- 2011: Aida di Giuseppe Verdi, per il Teatro dell'Opera di Roma

## Filmografia
- 1959: Les Loups dans la bergerie, regia di Hervé Brombergé
- 1961. Samedì soir, regia di Jannik Andrei

## Riconoscimenti
- 1989: Premio Positano Leonid Massine - Premio al Valore
- 1990: Premio Gino Tani - Premio per la Danza
- 1992: Premio Danza&Danza - Spettacolo contemporaneo " Adieu à l'Italie"
- 1993: Premio Letterario Castiglioncello Riviera di Etruschi
- 1994: Premio Positano Leonid Massine
- 1997: Premio la Pagina d'oro (Libera Accademia Galileo Galilei)
- 2002: Premio Danza&Danza - per la miglior coreografia " Les sept péchés capitaux "
- 2011: Premio Goffredo Petrassi
- 2016: Premio alla carriera - città di Verona
- 2016: Premio Europeo Capo Circeo
- 2016: Premio Fedeltà per 27 anni di splendida collaborazione - Ravenna Festival
- 2017: Premio alla carriera - Acqui Danza
- 2017: Premio Ernestina Fenzi - Festival Internazionale Teatro Romano di Volterra
- 2018: Premio alla carriera - Novara in Danza
- 2019: Premio alla carriera - DanzaArenzano
- 2020: Premio Schiaccianoci d'oro - Festival Internazionale della Danza e delle danze